# مقاطعة ستونوال (تكساس)
مقاطعة ستونوال (بالإنجليزية: Stonewall  County)‏ هي إحدى المقاطعات في ولاية تكساس، الولايات المتحدة الأمريكية.